# Palicourea purdiei
Palicourea purdiei är en måreväxtart som beskrevs av Paul Carpenter Standley. Palicourea purdiei ingår i släktet Palicourea och familjen måreväxter.
Artens utbredningsområde är Colombia. Inga underarter finns listade i Catalogue of Life.